# Кідалов Валерій Віталійович
Валерій Віталійович Кідалов (*5 травня 1960) — український учений-фізик. Доктор фізико-математичних наук, професор. Член АН ВШ України з 2008 р.

## Життєпис
Народився у м. Бердянськ Запорізької обл.
У 1982 р. закінчив фізичний факультет Донецького державного університету.
В 1982—1984 рр. служив у Радянській Армії.
З 1984 р. — асистент кафедри фізики і інформатики Бердянського державного педагогічного ін.-ту. Навчався в аспірантурі Одеського Національного університету ім. І. І. Мечникова.
У 1994 р. захистив кандидатську дисертацію «Власні дефекти у сполуках А2В6 отримані методом радикало променевої епітаксії», отримав учений ступінь кандидата фізико-математичних наук. З 1994 р. — доцент кафедри фізики Бердянського державного педагогічного інституту.
У 2006 р. захистив докторську дисертацію «Гетероструктури на основі монокристалічних та поруватих сполук А2В6 та А3В5, отримані методом радикало-променевої епітаксії».

## Наукова діяльність
Автор понад 90 наукових праць серед яких публікації у провідних міжнародних журналах з високим імпакт-факторами «Neorganicheskie materially», «Journal of Crystal Growth», «Journal of Luminescence», «Physica status solidi», «Semiconductors physics quantum electronics & optoelectronics», «Nuclear Instruments & Methods in Physics Research».
Керує науковою роботою студентів, магістрантів та аспірантів. Неодноразово брав участь у міжнародних конференціях і всеукраїнських наукових конференціях. За підготовку та проведення Всеукраїнського конкурсу наукових робіт «Студентська наукова творчість України» був нагороджений почесною грамотою Міністерства освіти і науки України.
За його ініціативою у 1996 р. було створено спільну з Інститутом фізики напівпровідників ім. В. Є. Лашкарьова НАН України лабораторію оптоелектроніки. З 2007 р. на базі спільної з Інститутом фізики напівпровідників ім. В. Є. Лашкарьова НАН України лабораторії оптоелектроніки був створений науково-дослідний інститут «Нанотехнологій та системної інженерії» під його керівництвом.

## Нагороди та відзнаки
Нагороджений нагрудними знаками «Відмінник освіти України», «За наукові досягнення», грамотою Міністерства освіти і науки України, отримав звання Соросівського доцента (Soros associated professor).